# Zwermwaterkelkje
Het zwermwaterkelkje (Hyalopeziza millepunctata) is een schimmel behorend tot de familie Hyaloscyphaceae. Het komt voor op twijgen en takken van struiken en loofbomen in verschillende biotopen. Het leeft saprotroof.

## Kenmerken

### Uiterlijke kenmerken
De vruchtlichamen zijn 0,1 tot 0,3 mm in diameter, zeer klein, bolvormig, later  gegolfd, zittend, met regelmatig afgeronde rand. Het uiterlijk is pluizig wit, soms okerkleurig-bruinachtig en behaard. Het hymenofoor is glad, min of meer doorschijnend creme, witachtig grijs tot okerkleurig. Ze hebben een witte de rand. De parafysen meten 40 × 1 µm. Ze zijn zijn draadvormig, soms gevorkt aan de basis, stomp aan de top met 1 of 2 septa en kleine guttules.

### Microscopische kenmerken
De asci zijn 8-sporig en meten 29-35(40) × 5-7 µm. De ascosporen zijn ellipsvormig tot spoelvormig, soms aan één zijde wat afgeplat, glad, niet gesepteerd, 5-7(8) × 1,5-2 µm.

## Verspreiding
In Nederland komt het vrij algemeen voor. Het staat niet op de rode lijst en het is niet bedreigd.